# Stopień Brouwera

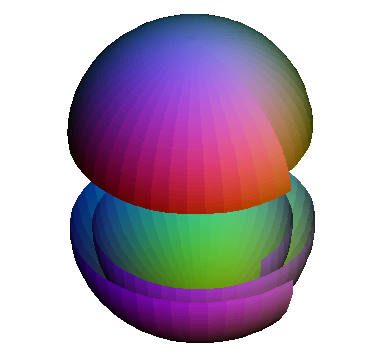
Stopień 2. dwóch map z kuli na siebie

Przykład 4. stopnia

Stopień Brouwera lub inaczej stopień topologiczny – narzędzie pozwalające na określenie, czy dane równanie {\displaystyle f(x)=y} ma rozwiązanie. Jest jednym z niezmienników topologicznych i ma szerokie zastosowanie w nieliniowej analizie matematycznej.

## Definicja dla funkcji o wartościach wn{\displaystyle n}-wymiarowej przestrzeni euklidesowej
Niech {\displaystyle \Omega \subseteq \mathbb {R} ^{n}} będzie zbiorem otwartym i ograniczonym, a {\displaystyle f\colon {\overline {\Omega }}\to \mathbb {R} ^{n}} funkcją ciągłą, gdzie {\displaystyle {\overline {\Omega }}} oznacza domknięcie zbioru {\displaystyle \Omega .} Niech ponadto {\displaystyle y\notin f(\partial \Omega ).} Stopniem topologicznym trójki {\displaystyle (f,\Omega ,y)} nazwiemy liczbę całkowitą {\displaystyle \deg(f,\Omega ,y)} spełniającą trzy poniższe aksjomaty:
1. {\displaystyle \deg(\mathrm {id} ,\Omega ,y)=\mathbf {1} _{\Omega }(y),} gdzie {\displaystyle \mathbf {1} _{\Omega }} oznacza funkcję charakterystyczną zbioru {\displaystyle \Omega ,} a {\displaystyle \mathrm {id} } oznacza odwzorowanie identycznościowe zbioru {\displaystyle {\overline {\Omega }}} (normalizacja).
2. Jeśli {\displaystyle \Omega _{1}} i {\displaystyle \Omega _{2}} są rozłącznymi podzbiorami otwartymi zbioru {\displaystyle \Omega } oraz {\displaystyle y\notin f({\overline {\Omega }}\setminus (\Omega _{1}\cup \Omega _{2})),} to {\displaystyle \deg(f,\Omega ,y)=\deg(f,\Omega _{1},y)+\deg(f,\Omega _{2},y)} (addytywność).
3. Jeśli {\displaystyle h\colon {\overline {\Omega }}\times [0,1]\to \mathbb {R} ^{n},\ y\colon [0,1]\to \mathbb {R} ^{n}} są funkcjami ciągłymi, oraz dla dowolnego {\displaystyle t} mamy {\displaystyle y(t)\notin h(\cdot ,t)(\partial \Omega ),} to wartość {\displaystyle \deg(h(\cdot ,t),\Omega ,y(t))} nie zależy od wyboru {\displaystyle t} (homotopijna niezmienniczość).

Można wykazać, że istnieje dokładnie jedna funkcja przyporządkowująca każdej trójce {\displaystyle (f,\Omega ,y)} liczbę całkowitą {\displaystyle \deg(f,\Omega ,y)} spełniająca powyższe warunki. Zatem definicja jest poprawna.

## Własności stopnia
Stopień topologiczny Brouwera spełnia ponadto następujące własności:
1. Jeśli {\displaystyle \deg(f,\Omega ,y)\neq 0,} to istnieje {\displaystyle x\in \Omega } takie, że {\displaystyle y=f(x).}
2. Jeśli {\displaystyle g\colon {\overline {\Omega }}\to \mathbb {R} } oraz równość {\displaystyle f(x)=g(x)} zachodzi dla argumentów z brzegu {\displaystyle x\in \partial \Omega ,} to {\displaystyle \deg(f,\Omega ,y)=\deg(g,\Omega ,y).}
3. Jeśli {\displaystyle g\colon {\overline {\Omega }}\to \mathbb {R} } oraz odległość {\displaystyle \|f-g\|} pomiędzy tymi funkcjami jest mniejsza od odległości {\displaystyle y} od obrazu brzegu: {\displaystyle \mathrm {dist} (y,f(\partial \Omega )),} to {\displaystyle \deg(f,\Omega ,y)=\deg(g,\Omega ,y).}
4. Jeśli {\displaystyle z\in \mathbb {R} ^{n}} oraz odległość punktów {\displaystyle \|y-z\|} jest mniejsza od odległości {\displaystyle y} od obrazu brzegu: {\displaystyle \mathrm {dist} (y,f(\partial \Omega )),} to {\displaystyle \deg(f,\Omega ,y)=\deg(f,\Omega ,z).}
5. Jeśli {\displaystyle \varphi \colon \mathbb {R} ^{n}\to \mathbb {R} ^{n}} jest homeomorfizmem, to {\displaystyle \deg(f,\Omega ,y)=\deg(\varphi \circ f\circ \varphi ^{-1},\varphi (\Omega ),\varphi (y)).}
6. Jeśli {\displaystyle A} jest zbiorem domkniętym i {\displaystyle y\notin f(A),} to {\displaystyle \deg(f,\Omega ,y)=\deg(f,\Omega \setminus A,y).}

## Związek z indeksem Morse’a
Dla dowolnego odwzorowania liniowego, odwracalnego (izomorfizmu) {\displaystyle A\colon \mathbb {R} ^{n}\to \mathbb {R} ^{n}} przez {\displaystyle m_{-}(A)} oznacza się indeks Morse’a, tj. sumę krotności algebraicznych wszystkich ujemnych wartości własnych odwzorowania {\displaystyle A.} Niech {\displaystyle \Omega \subseteq \mathbb {R} ^{n}} oznacza zbiór otwarty i ograniczony, i niech {\displaystyle y\notin A(\partial \Omega ).} Wtedy, jeśli {\displaystyle y\notin A(\Omega ),} to stopień topologiczny {\displaystyle \deg(A,\Omega ,y)} jest równy 0, a w przeciwnym wypadku wynosi {\displaystyle (-1)^{m_{-}(A)}.}

## Zastosowania
Stopień Brouwera często stosuje się w teorii bifurkacji równań różniczkowych, np. w dowodzie twierdzenia Krasnosielskiego o istnieniu punktów bifurkacji. W problemach nieskończenie wiele wymiarowych stosuje się odpowiednie uogólnienia stopnia Brouwera, np. stopień Leray-Schaudera.